# 克姆勒
克姆勒，是匈牙利赫维什州所辖的一个村。总面积49.22平方公里，总人口1811，人口密度36.8人/平方公里（2011年1月1日）。